# Křoví
Křoví är en ort i Tjeckien.   Den ligger i regionen Vysočina, i den sydöstra delen av landet, 160 km sydost om huvudstaden Prag. Křoví ligger 451 meter över havet och antalet invånare är 526.
Terrängen runt Křoví är platt åt sydväst, men åt nordost är den kuperad. Runt Křoví är det ganska tätbefolkat, med 90 invånare per kvadratkilometer. Närmaste större samhälle är Velká Bíteš, 3,3 km sydväst om Křoví. I omgivningarna runt Křoví växer i huvudsak blandskog.